# Тропічна медицина

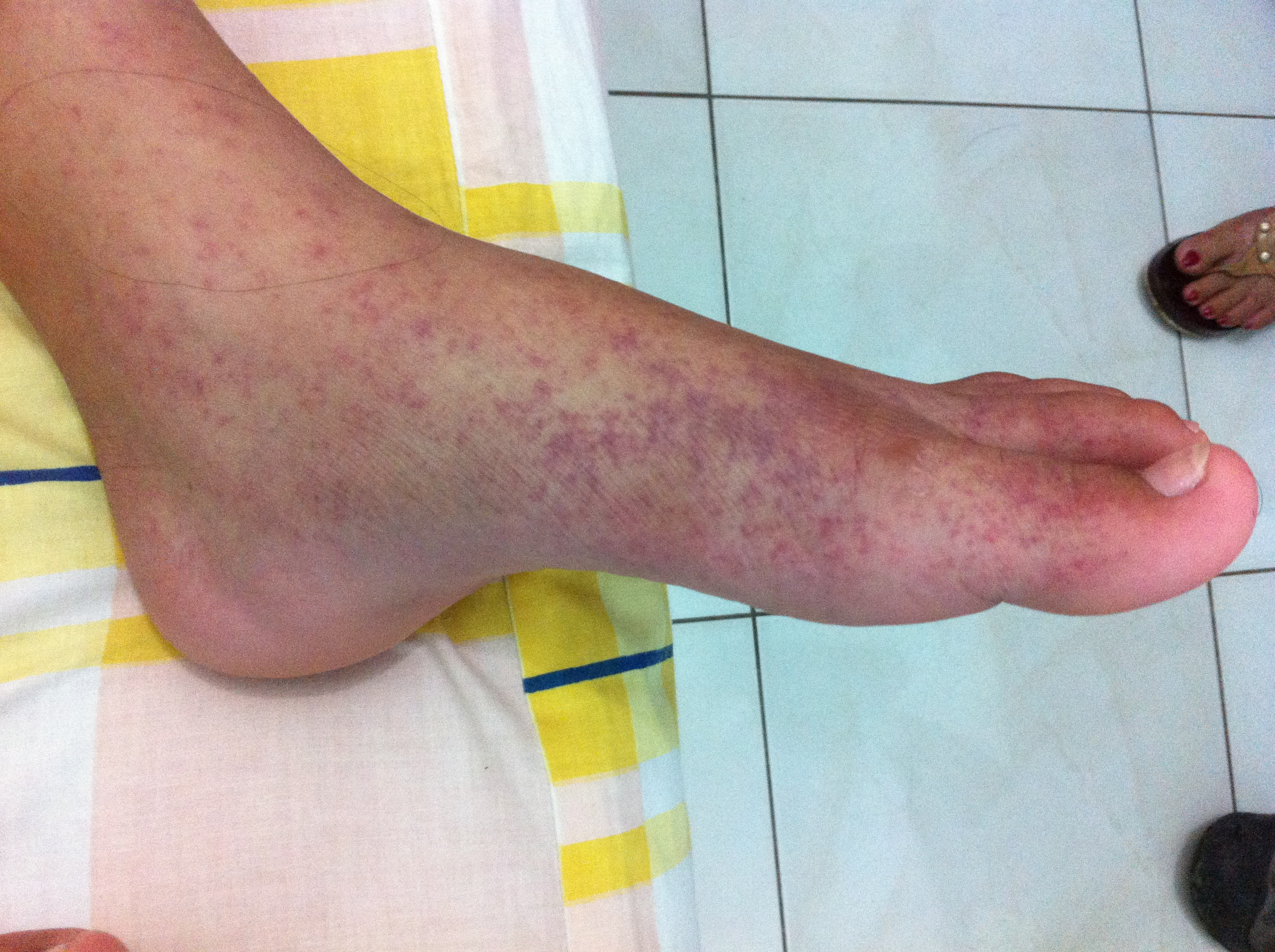
Висипання на стопі при типовій тропічній хворобі — чікунгуньї.

Тропічна медицина — розділ медицини, який займається широким колом заразних і незаразних захворювань, що мають нерівномірне поширення по світу і являють собою значну та складну проблему для контролю в тропічних та субтропічних регіонах.

## Інфекційні та паразитарні хвороби у тропічній медицині
Велику частку тропічної медицини складають інфекційні та паразитарні хвороби. Поширеність заразних тропічних хвороб в зоні тропіків і субтропіків обумовлена комплексом сприятливих для них природних умов. Тільки в жаркому кліматі можуть існувати багато теплолюбних збудників (певні бактерії, віруси, найпростіші, гельмінти), їх проміжні господарі (наприклад, тропічні молюски Bullinus tropicalis, Physopsis africana при шистосомозах), переносники збудників (на кшталт мухи цеце, поцілункових клопів, тропічних москітів тощо) і теплокровні господарі — джерела і резервуари збудників (наприклад, багатососкова миша Mastomys natalensis — природне джерело гарячки Ласса, фруктоїдні кажани — природні резервуари хвороби, яку спричинює вірус Ебола тощо).

## Умови поширення заразних тропічних хвороб
Поширеність заразних тропічних хвороб обумовлена також соціальними чинниками. Низький рівень життя і освіти, слабкість охорони здоров'я в країнах, що розвиваються, є причинами широкого поширення тих тропічних хвороб, яких вже ліквідовано в країнах помірного клімату. Адже частина інфекційних і паразитарних хвороб, яких класифікують як тропічні хвороби, є ендемічними і для країн, розташованих в помірній кліматичній зоні: малярія, деякі гельмінтози тощо. Багато з цих захворювань знаходяться під контролем або навіть ліквідовані в розвинених країнах внаслідок впровадження ефективних заходів охорони здоров'я, поліпшення санітарно-гігієнічних умов життя і харчування. Так як клімат не є провідною причиною ендемічності цих захворювань в тропічних регіонах, все частіше з'являються пропозиції перейменування даного клінічного розділу медицини в «географічну медицину» або «медицину третього світу».

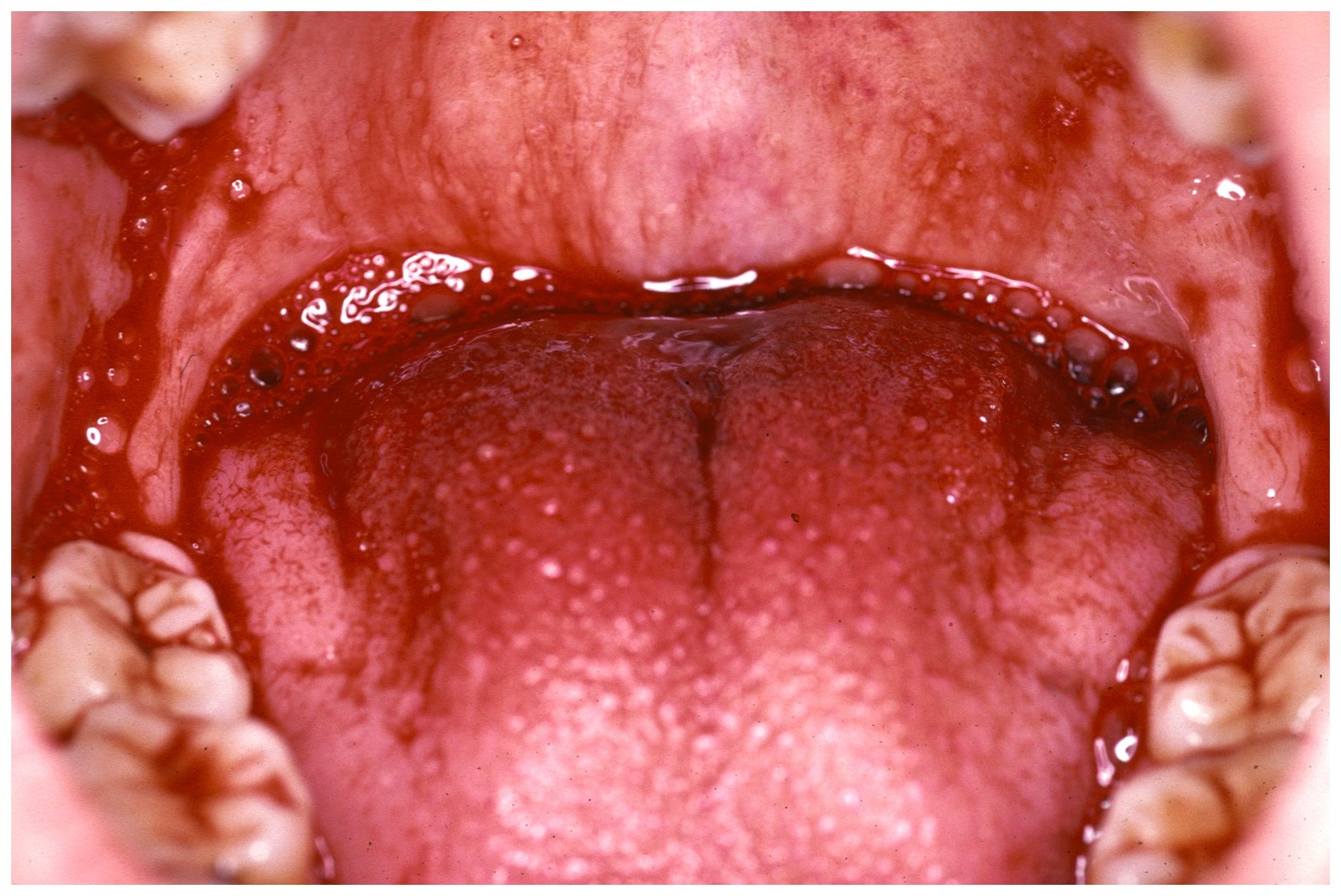
Зміни в ротоглотці внаслідок системної дії на організм отрути гадюки в Азії, що відбулися після укусу. Помітні крововиливи в слизову оболонку і вогнища коагуляції.

## Загальні особливості перебігу тропічних хвороб
Частина тропічних хвороб не є інфекційними, наприклад, ураження, що виникають через укуси змій. У тропічному і субтропічному кліматі через високу навколишню температуру, високу вологість повітря тощо перебіг тропічних хвороб іде таким чином, що відбувається значна напруга усіх фізіологічних систем організму для підтримання гомеостазу, що значно ускладнює перебіг захворювання. Наприклад, кір у тропічних регіонах перебігає тяжче від такого у регіонах помірного клімату, адже багато зусиль фізіологічних систем організму направлено на відведення надлишкового тепла, яке утворюється через притаманну кору значну гарячку. Але через високу температуру навколишнього середовища це є надзвичайно складним процесом, що й призводить до смерті хворих, особливо дитячого віку, через перегрівання. Поверхневі садна в умовах тропічної високої вологості повітря, високої температури навколишнього середовища навіть у здорових до того людей швидко ускладнює приєднання гнійної інфекції, що рідше відбувається в помірній кліматичній зоні. Тропічна медицина має спільні точки застосування з медициною подорожей та хвороб мандрівників. Медицина подорожей не обмежується лише хворобами тропічних регіонів і проблемами тропічних хвороб, але включає до своєї структури і складові тропічної медицини.